# Матіїв Михайло Васильович
Михайло Васильович Матіїв (19 вересня 2002, Тухля — 25 жовтня 2023, Кліщіївка) — український військовослужбовець, солдат 80 ОДШБр Збройних сил України, учасник російсько-української війни. Кавалер ордена «За мужність» ІІІ ступеня (посмертно).

## Життєпис
Народився 19 вересня 2002 в селі Тухля Славської громади Львівської області. До війни працював на залізниці та коли розпочалася повномасштабна війна пішов добровольцем у лави ЗСУ. Служив у роті снайперів 80-ої окремої десантно-штурмової бригади. Отримав осколкове поранення, та не довго був вдома і відразу повернувся до виконання бойових завдань.

## Загибель
Підірвався на ворожій міні 25 жовтня 2023 року.

## Нагороди
- Орден «За мужність» ІІІ ступеня (20 грудня 2023, посмертно) — за особисту мужність, виявлену у захисті державного суверенітету та територіальної цілісності України, самовіддане виконання військового обов'язку[5].
- Медаль «Захиснику Вітчизни» (24 серпня 2023) — за особисту мужність, виявлену у захисті державного суверенітету та територіальної цілісності України, самовіддане виконання військового обов'язку[6].